# Батарея (електрика)

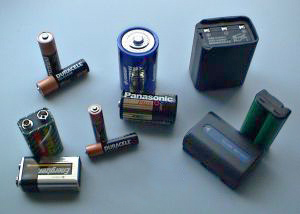
Типи батарей з електрохімічними запасами енергії

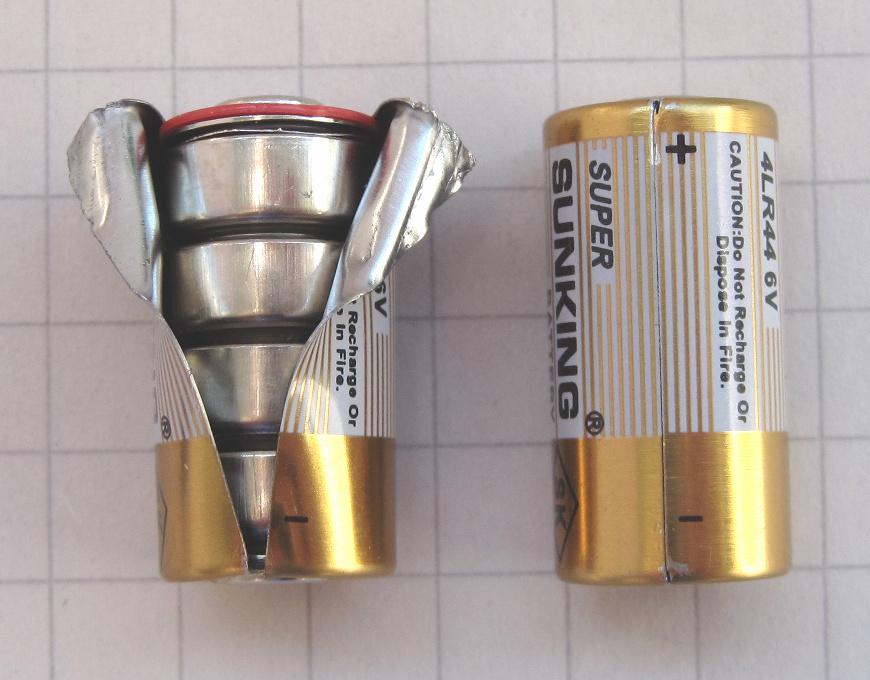
Батарея 4LR44, яка складається з кількох маленьких

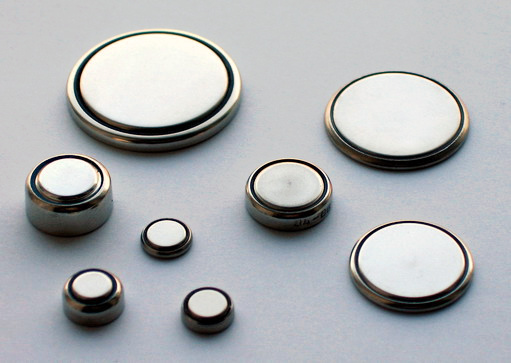
«Кнопкові» батареї (дискові елементи живлення)

Батаре́я, Електри́чна батаре́я (для невеликих компонентів частіше Батаре́йка, також Елеме́нт жи́влення) — електричний або електронний компонент, джерело живлення, яке містить запас енергії і робить її доступною в електричній формі для пристроїв, підключених до нього. Найчастіше зустрічається тип батареї з електрохімічними запасами енергії (хімічне джерело струму). Також існують електростатичні компоненти (конденсатор) і паливні комірки. Технічно терміном батарея правильно називати сукупність послідовно (або паралельно) з'єднаних електрохімічних елементів.

## Назва
Найменування «батарея» стосується лейденської банки, оскільки пов'язане з її історією. Даніель Гралат став першим, хто з метою збільшення максимального заряду, що зберігається, з'єднав кілька цих банок паралельно у вигляді єдиної «батареї» конденсаторів. Термін «батарея» в цьому відношенні вперше застосував Бенджамін Франклін.

## Принцип дії
Переважно батареї складаються з певної кількості електрохімічних комірок. Для отримання електроенергії у електрохімічних елементах використовується різниця електродних потенціалів двох металів, занурених у електроліт. Прикладом ранньої батареї може слугувати стовп Вольта, який складається із набору електрохімічних комірок кожна з яких складає один елемент.

Схематичне символьне позначення електричних батарей

Електричні батареї працюють за рахунок окислення і відновлення молекул. Під час окислювально-відновних реакцій (при звільненні електронів з молекул) виробляється/генерується електричний струм.
Анод і катод виготовляються з різних матеріалів, і з'єднані один з одним за допомогою третього матеріалу — електроліту. Матеріали для виготовлення обох електродів та електроліту різноманітні. Від вибору матеріалу залежить енергетична щільність елемента (тобто кількість енергії, яку може зберігати батарея певної ваги і розміру) і номінальна вихідна напруга.
У стовпі Вольта в електрохімічному елементі використовуються цинковий і мідний електроди, занурені в розчин сірчаної кислоти. Кожен із електродів зокрема разом із електролітом, в який він занурений, утворює напівелемент.
На поверхні кожного з металів, занурених в електроліт, виникає подвійний електричний шар внаслідок переходу частини атомів металу в розчин у вигляді йонів. Як наслідок, кожен із металів отримує електричний заряд. Якщо з'єднати електроди провідником, то заряд перетікатиме від електрода з більшим потенціалом, до електрода з меншим потенціалом, утворюючи електричний струм. При цьому потенціали електродів вирівнюватимуться, що призведе до порушення рівноваги між електродом і електролітом. Це, в свою чергу, викликає перехід нових атомів із електроду в електроліт. В результаті в замкненому колі підтримується електричний струм, який супроводжується розчиненням електродів.
У дещо складнішому але досконалішому пристрої кожен із металів перебуває в окремому електроліті. Електроліти з'єднані між собою соляним мостом.
Активна маса електроду — це суміш, що складається з речовин, хімічна енергія яких під дією заряду перетворюється на електричну енергію (активна речовина), і речовин, які покращують її провідність і певні фізико-хімічні властивості.

## Категорії і типи батарей
Батареї поділяються на дві великі категорії, в яких кожен тип має свої переваги і недоліки.
- Первинні батареї необоротно (в межах практичності) перетворюють хімічну енергію в електричну енергію. Коли початкове постачання реагентів припиняється, в батареї не може бути легко відновлена енергія за допомогою електричних засобів. В первинних батареях утворювані хімічні з'єднання не можуть бути вторинно розкладені і приведені в першопочатковий стан струмом стороннього джерела.[5] При виробленні електрики з хімічної реакції, анод, катод і електроліт незворотно змінюються, а самі батареї є одноразового використання, і після розрядки їх належить утилізувати. Тому такі батареї називаються первинними.

Інколи, на територіях СНД, за звичаєм радянського часу, первинні батареї називають просто «елементами» або «гальванічними елементами». Це пов'язано з тим, що така класифікація пов'язана лише з «хімічними джерелами струму» (електрохімічні запаси енергії), а також з тим, що електрохімічний елемент, яким є і елемент Гальвані і елемент Вольта та інші прийнято називати лише «гальванічним елементом». При цьому, в акумуляторах глибокого заряду-розряду, а також в автомобільних акумуляторах «елементом» є група свинцевих пластин вкритих окисом свинцю і кислотою. Оскільки напруга одного окремого первинного «елемента» або акумулятора дуже невелика — вони в більшості випадків застосовуються послідовно з'єднаними по кілька штук. В такому вигляді їх на територіях СНД, за звичаєм радянського часу називають «батареєю».
- Вторинні батареї можна заряджати зворотною подачею електричної енергії в батарею, тим самим відновлюючи вихідний склад реагентів батареї.[1] Таким чином, акумуляторна батарея (синонім: електрична батарея) є і перетворювачем і хімічною системою, яка може зберігати електричну енергію у вигляді хімічної енергії. У батареях, що перезаряджаються, хімічні реакції можуть протікати і у зворотному напрямку — при цьому батарея буде накопичувати електрику, а не витрачати її. Через здатність накопичувати (акумулювати) електрику ці вироби називаються акумуляторними батареями. Такі батареї часто називають батареями, що перезаряджаються (англ. rechargable battery). Отже, до вторинних батарей належать електричні акумулятори.[5] Акумулятори бувають кислотними або лужними тощо.

У первинних і вторинних батареях електричний струм є наслідком хімічних процесів.
Батареї першої групи, порівняно з акумуляторами, мають більшу питому електричну ємність (вимірюється в ампер-годинах або міліампер-годинах) і мають меншу вартість. Основною перевагою акумуляторів є можливість їхнього багаторазового використання і внаслідок цього значно менша вартість одиниці одержуваної енергії. Типові акумулятори, використовувані для автономного живлення малопотужної апаратури, гарантовано витримують від 200 до 1000 циклів заряд-розряд.

### Типи
Найбільшого поширення серед первинних батарей набули вугільно-цинкові і хлористо-цинкові; лужно-марганцеві (лужні), ртутні (ртутно-цинкові); срібно-цинкові, літієві.
Найбільш широкого поширення серед вторинних батарей набули: кислотні, лужні, срібно-цинкові, герметичні нікель-кадмієві та нікель-металгідридні.

## Номенклатура
Батареї бувають різних форматів, але всі відносно стандартизовані. Тим не менш, існує безліч стандартів для позначення типів. Існують міжнародні (Міжнародна електротехнічна комісія IEC) стандарти, американський, японський, данський, а також стандарти виробників.
Деякі особливості батарей, переважно їхнє пріоритетне застосування, виробники позначають такими написами:
- Alkaline — батарея з лужним електролітом.
- Camera — для фотокіноапаратури;
- Cigarette Lighter — для кишенькової запальнички;
- Communication Device — для радіостанцій і засобів зв'язку;
- Fishing Float — для риболовецького поплавця;
- Game — для електронних іграшок;
- Lighter — для запальнички;
- Lithium — літієва батарея;
- Marganese-Zinc — марганець-цинкова батарея;
- Measuring Equipment — для вимірювальних приладів;
- Medical Instrument — для медичних приладів;
- Mercuric Oxide — ртутно-цинкова батарея;
- Microphone — для мікрофона;
- Mini Radios — для мінірадіоприймача;
- Nickel-Zinc — нікель-цинковий елемент;
- Photographic Light Meter — для фотоекспонометра;
- Pocket Alarm Clock — для кишенькового будильника;
- Silver Oxide — срібно-цинкова батарея;
- Standard — універсальна батарея;
- Watch — для годинників;
- Wristwatch — для наручних годинників.

## Поняття, що застосовуються для характеристики електричних батарей
- Напруга розімкнутого ланцюга — напруга батареї без навантаження. Значення показника визначається електрохімічною системою батареї.

- Номінальна напруга — умовна величина напруги батареї в середній частині її характеристики при розряді в номінальному (стандартному) режимі, що встановлюється нормативно-технічною документацією на батарею. В первинних джерелах струму номінальна напруга частіше характеризує початкову батареї величину. Напруга в середній частині розрядної характеристики звичайно нижча.

- Номінальна ємність — ємність (кількість електрики), що віддається батареєю у зовнішній ланцюг при номінальному струмі розряду при 20°С (А·год).

Це поняття рідко застосовується для характеристики марганцево-цинкових батарей з огляду на те, що їхня ємність значною мірою залежить від режимів і умов роботи.
Для акумуляторів регламентуються також струм заряду, після якого в розряді визначається номінальна ємність і тривалість паузи між зарядом і розрядом при таких випробуваннях.
- Номінальний (стандартний) струм заряду і розряду — струм, регламентований документацією на батарею. Записується у частках від номінальної ємності (наприклад, струм 0,1 C, що дорівнює десятій частці номінальної ємності  ).

- Для практики важливою характеристикою є напруга джерела струму під навантаженням — робоча напруга батареї. Вона менша напруги розімкнутого ланцюга, тому що потенціали електродів при протіканні струму помітно відрізняються від потенціалів при розімкнутому ланцюзі і, крім того, напруга спадає на омічному опорі батареї.

- а також: повний опір, омічний опір, поляризаційний опір електродів.

## Використання

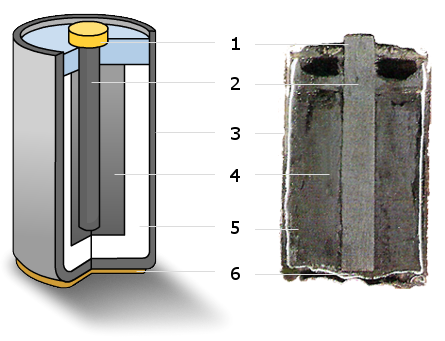

Батареї користуються постійним попитом, оскільки в багатьох портативних пристроях вони використовуються як джерела живлення.
Акумуляторні батареї (Rechargeable batteries) не рекомендується використовувати для дистанційного керування, радіо та медичних або запобіжних пристроїв, таких як детектори диму — використовуйте лужні батарейки (alkaline batteries) в цих продуктах.

### На що слід звертати увагу при виборі
При виборі хімічного джерела як автономного джерела енергії звертають увагу на моменти, які обумовлені умовами експлуатації:
- режим розряду (безперервний, переривчастий чи імпульсний);
- характер навантаження (постійні струм, опір, потужність);
- режим роботи джерел струму, що перезаряджаються (циклічність, буферний режим, зберігання з періодичним підзарядом);
- характеристики джерел струму:
- необхідна потужність;
- електричні характеристики джерела струму (максимальна напруга на початку розряду, стабільність напруги при постійному навантаженні, кінцева розрядна напруга, стійкість характеристик при зміні режимів навантаження);
- конструктивні характеристики — масові і габаритні параметри, конфігурація, тип виводів;
- термін служби;
- параметри зберігання: умови, строк, припустима втрата ємності;
- вартість: первісна і повна для акумуляторів (за весь термін служби при великій кількості робочих циклів);
- до спеціальних вимог можна зарахувати: надійність, стійкість до механічних навантажень, пожежна і вибухова безпека, зручність технічного обслуговування (наявність вбудованих пристроїв захисту джерела енергії від критичних станів хімічного джерела струму, можливість заміни, зручність підключення до зарядного пристрою і режим заряду для джерел струму, що перезаряджаються);
- умови навколишнього середовища, діапазон робочих температур і температур зберігання, вологість.

Порівняння вартості батарей різних систем може бути досить важким, оскільки ціна їх визначається не тільки собівартістю виготовлення і рівнем контролю готової продукції, але й значно залежить від ринкової кон'юнктури.

## Екологічна небезпека
Батарейки залежно від їхнього типу містять важкі метали та небезпечні елементи (цинк, марганець, кадмій, нікель, свинець, кислоти, луги). Потрапляючи у довкілля, одна пальчикова батарейка забруднює за різними даними від 16 м2 до 20 м3 ґрунту або 400 л води. 

## Інші небезпеки
Частота випадків заковтування дітьми дискових (кнопкових) батарейок, складає до 10% від загальної кількості інорідних тіл шлунково-кишкового тракту у дітей. Цьому сприяють поширене використання іграшок, побутових електронних приладів та механізмів, що працюють на батарейках, приваблива форма самих батарей. При потраплянні у шлунково-кишковий тракт вони можуть викликати важкі ускладнення внаслідок токсичного впливу і електрохімічного опіку (некроз, ерозії та виразки, кровотеча, запалення, перфорація порожнього органа).
Причиною тривалої експозиції батарейки в травному каналі можуть бути анатомо-фізіологічні звуження (звуження в стравоході, пілоричному відділі шлунка, баугінева заслінка) або супутні патології (стенози, спайкова хвороба, дивертикули, пухлини).
Стандартними лікарськими методами обстеження є: збір анамнезу, оглядова рентгенографія грудної та черевної порожнини, фіброезофагогастродуоденоскопія, загальний аналіз крові і сечі.
У переважній більшості випадків (54%) батарейки видаляються з стравоходу і шлунка за допомогою фіброезофагогастродуоденоскопії. Можливі випадки хірургічного лікування.

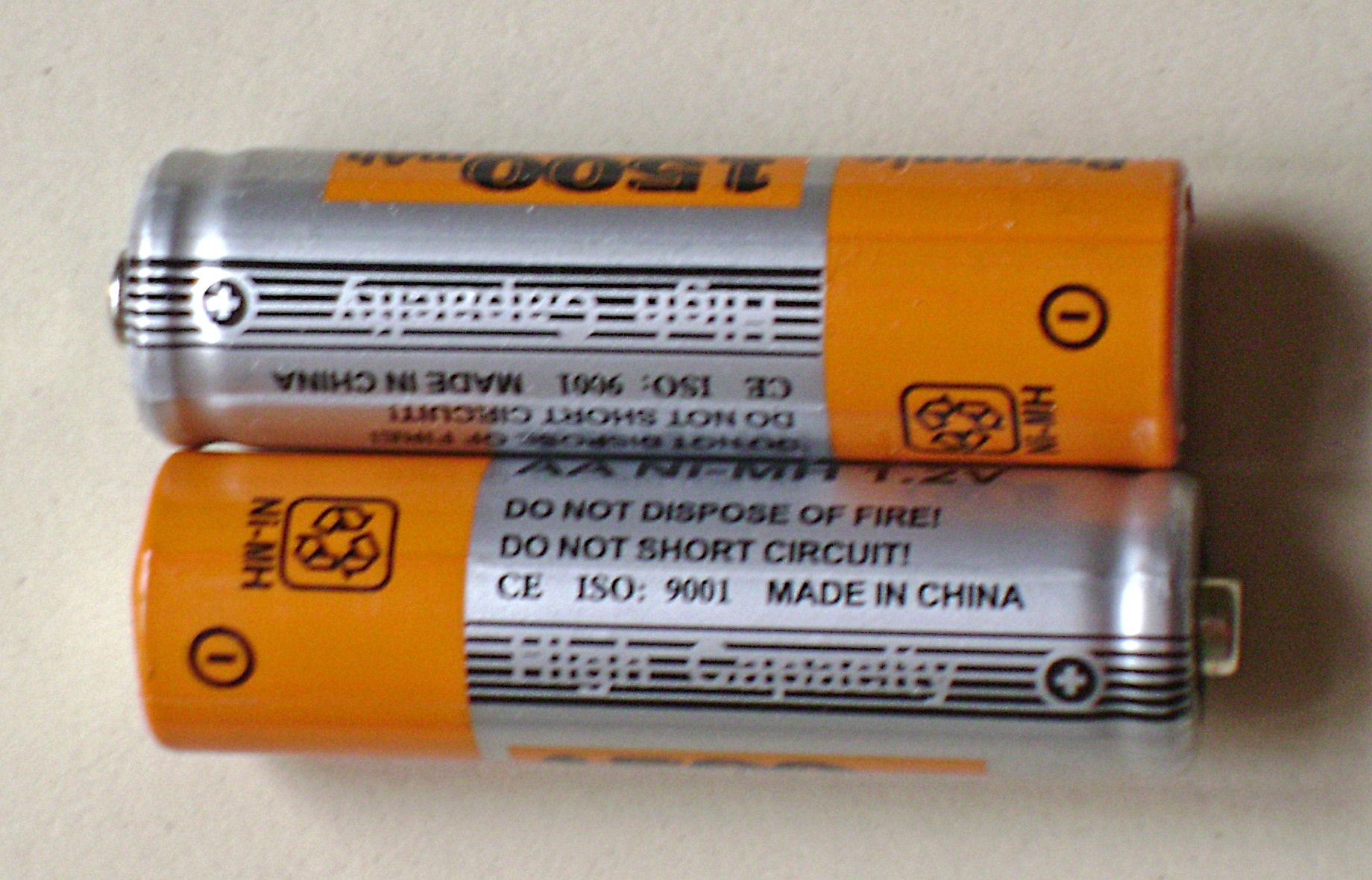
Аккумуляторні батарейки (перезарядні)
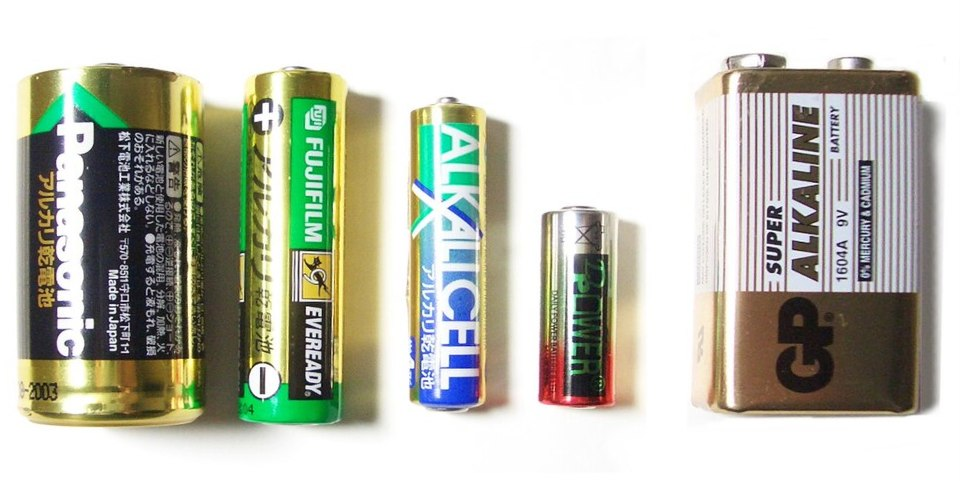
Лужні батарейки
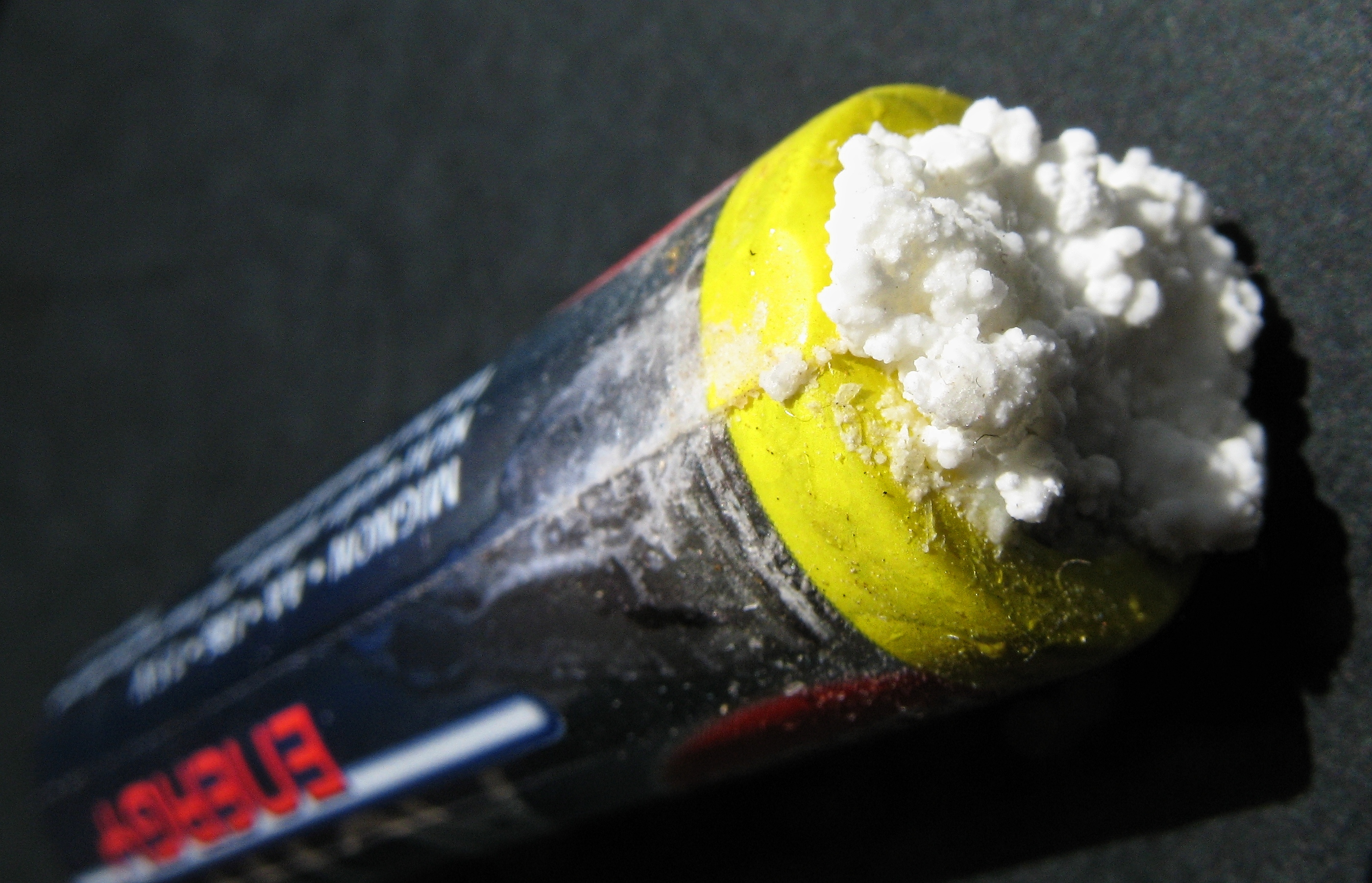
Витік електроліту і його наступна кристалізація в сухих умовах